# Isonychus bivittatus
Isonychus bivittatus är en skalbaggsart som beskrevs av Hermann Burmeister 1855. Isonychus bivittatus ingår i släktet Isonychus och familjen Melolonthidae. Inga underarter finns listade i Catalogue of Life.